# Helia vitriluna
Helia vitriluna är en fjärilsart som beskrevs av Achille Guenée 1852. Helia vitriluna ingår i släktet Helia och familjen nattflyn. Inga underarter finns listade i Catalogue of Life.